# Nils Fredrik Trolle
Nils Fredrik Trolle, född 23 februari 1755 i Motala landsförsamling, Östergötlands län, död 22 mars 1810 i Veta församling, Östergötlands län, var en svensk präst.

## Biografi
Nils Fredrik Trolle föddes 1755 i Motala landsförsamling. Han var son till regementsskrivaren Nils Trolle och Anna Maria Kjellborg. Trolle blev 1776 student vid Uppsala universitet och prästvigdes 15 maj 1779. 
Han blev 24 oktober 1782 lärare Gustavs barnhusskolan i Norrköping, tillträdde 1783 och var samtidigt spinnhuspredikant från 30 november 1790 till 1801. Trolle blev 9 juli 1799 komminister i S:t Johannes församling, tillträdde 1800 och 14 maj 1806 kyrkoherde i  Veta församling, tillträdde direkt. Han avled 1810.

## Familj
Trolle gifte sig 10 juni 1784 med Maria Christina Lagergren (1762–1809), dotter till organisten Per Lagergren i Skedevi församling och Maria Styrling. De fick tillsammans barnen adjunkten Nils Fredrik Trolle (född 1785), Maria Christina Lagergren (född 1786) som var gift med uppbördsskrivaren Gustaf Ekenmar, Pehr Israel Trolle (född 1788), klädesfabrikören Daniel Gustaf Trolle (född 1789) i Norrköping, Carl Johan Trolle (1793–1800), Anna Margareta Trolle (född 1795), Isak Mattias Trolle (1797–1797), Catharina Charlotta Trolle (1798–1851), Sven Olof Trolle (född 1800), Johanna Fredrika (1802–1861) som var gift med fanjunkaren Jacob Axel Zerl och Hedda Trolle.